# Delta Goodremová
Delta Lea Goodremová (* 9. listopadu 1984 Sydney) je australská zpěvačka a herečka.
Je představitelkou žánru adult contemporary. Jako zpěvačka je typově lyrický soprán. Vedle zpěvu ovládá také hru na klavír a kytaru. Od sedmi let hrála v reklamách a v patnácti letech uzavřela smlouvu se společností Sony Music Entertainment a nahrála první singl. Od roku 2002 hrála v soap opeře Neighbours.
Dvacetkrát získala platinovou desku Australian Recording Industry Association, její debut Innocent Eyes patří mezi deset nejprodávanějších australských alb (1,2 milionu kopií).
V životopisném televizním seriálu Olivia: Hopelessly Devoted to You hrála Olivii Newton-Johnovou. Vystupovala také v australské inscenaci muzikálu Cats.

## Diskografie
- Innocent Eyes (2003)
- Mistaken Identity (2004)
- Delta (2007)
- Child of the Universe (2012)
- Wings of the Wild (2016)
- I Honestly Love You (2018)